# Bahiria maculans
Bahiria maculans is een vlinder uit de familie van de snuitmotten (Pyralidae). De wetenschappelijke naam van de soort is voor het eerst geldig gepubliceerd in 2014 door Liu & Li.

## Type
- holotype: "male. 26-VIII-2004. leg. Yunli Xiao. genitalia slide no. LHX11207"
- instituut: ICCLS in Nankai University, Tianjin, China
- typelocatie: "China, Dashahe Nature Reserve, Dao zhen 28°53’ N, 107°36’ E, Guizhou Province, 1350 m"